# Erich Fromm

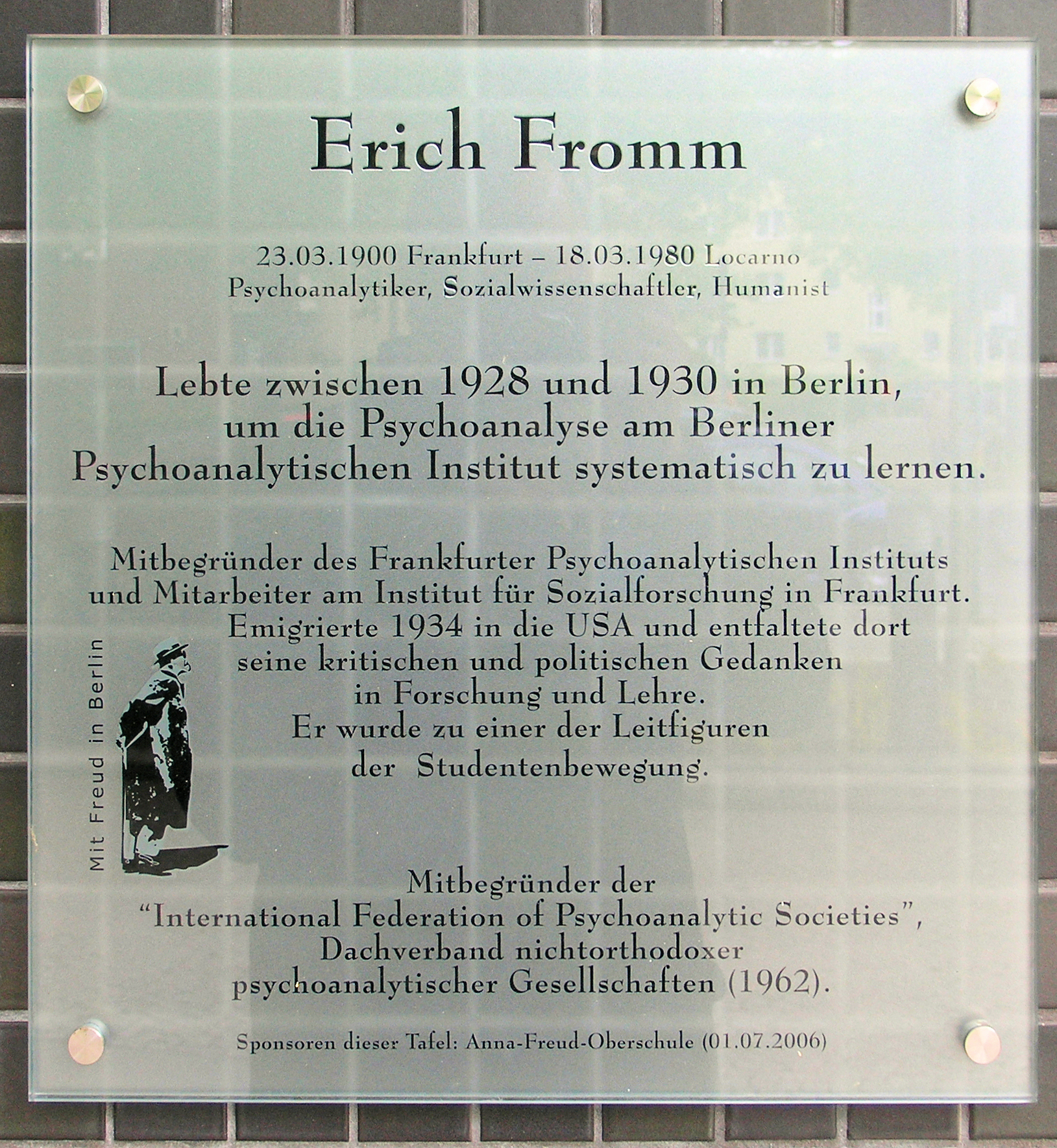
Emléktáblája Berlinben

Erich Fromm (Frankfurt am Main, Németország, 1900. március 23. – Muralto, Ticino kanton, Svájc, 1980. március 18.) német filozófus, szociálpszichológus, humanista.

## Életrajz

### Szülőföldjén
Filozófusként, pszichológusként és szociálpszichológusként éppolyan ismert, mint szerzőként és a 20. század jelentős humanistájaként, valamint gyakorló pszichoanalitikusként, aki bírálta Sigmund Freudot. Amilyen kritikusan viszonyult Freudhoz és Junghoz, olyan kritikus volt a marxizmus dogmatikus, sztálinista és materialista jegyeivel szemben.
Erich Pinchas Fromm 1900. március 23-án született Frankfurt am Mainban, egy ortodox zsidó borkereskedő, Naphtali Fromm és felesége, Rosa (született Krause) gyermekeként. 1923-ban intenzív Talmud-tanulmányokba kezdett, és elkezdett foglalkozni Ernst Bloch írásaival. 1918-ban érettségizett Frankfurtban a Wöhler Iskolában, majd két szemeszteren keresztül tanult jogot a Frankfurti Egyetemen. Ekkor kötött barátságot Rabbiner Nehemia Nobellel. 1919-ben egyik alapítója volt a „Szabad Zsidó Iskolá”-nak („Freie Jüdische Lehrhaus”) Frankfurt am Mainban, és együtt dolgozott Walter Benjaminnal. Ez év nyarától a Heidelbergi Egyetemen szociológiát, pszichológiát és filozófiát tanult, valamint 1925-ig folytatta Talmud-tanulmányait is Rabinkow rabbinál.
1920-ban a nemzetgazdaságtanra váltott, Alfred Webernél tanult Heidelbergben. 1922-ben Alfred Webernél a zsidó törvény doktorává avatták. 1924-ben Frieda Reichmannal közösen megnyitotta a „Terapeutikum”-ot („Therapeutikum”) Heidelbergben. Pszichoanalíziseket végzett Frieda Reichmannál, majd később Wilhelm Wittenbergnél Münchenben. 1926. június 16-án házasságot kötött a pszichoanalitikus Frieda Reichmannal. Ekkoriban fordult el az ortodox zsidóság gyakorlatától. Megismerkedett a baden-badeni Georg Groddeckkel. 1926-tól 1929-ig pszichológiát és pszichiátriát tanult Karl Landauernél Münchenben.
1927-ben nyilvánult meg először, mint a freudi ortodoxia követője. 1928-ban tanelemzéseket folytatott Hanns Sachsnál Berlinben, és pszichoanalitikai képzésen vett részt Berlinben a Karl Abraham Intézetben. 1929-ben alapító tagja volt a Pszichoanalízis Délnémet Intézetének (Süddeutsche Institut für Psychoanalyse) Frankfurtban Karl Landauerrel, Frieda Fromm-Reichmannal, és Heinrich Menggel együtt. 1930-ban tagja lett a frankfurti Szociálkutatás Intézetének (Institut für Sozialforschung), illetékes volt a pszichoanalízis és a szociálpszichológia minden kérdésében. Együtt dolgozott Herbert Marcuse-zal és Theodor W. Adornóval. Befejezte tanulmányait a Berlini Pszichoanalitikai Intézetben, és ugyanott saját praxist nyitott.
1931 nyarán megbetegedett gümőkórban. Külön költözött Frieda Fromm-Reichmanntól. 1934-ig TBC-je miatt megszakításokkal Davosban tartózkodott. 1932-ben jelent meg „Egy elemző szociálpszichológia metódusáról és feladatáról” (Über Methode und Aufgabe einer Analytischen Sozialpsychologie) című írása a „Szociálkutatás folyóirata” (Zeitschrift für Sozialforschung) első füzetében.
1933-ban Chicagóban tartott vendégelőadásokat Karen Horney meghívására, akivel aztán barátságot kötött (1943-ig). Ekkoriban dolgozott az anyai jog teóriáján. Ebben az évben meghalt édesapja.

### Emigrációban
1934. május 25-én a náci Németországból Svájcon keresztül az Amerikai Egyesült Államokba emigrált. 1934. május 31-én érkezett New Yorkba, ahol pszichoanalitikai praxist nyitott. Egészségügyi problémái miatti megszakításokkal 1939-ig tovább dolgozott a Szociálkutatás Intézetben. Ekkoriban értékelte ki az 1930-ban, a német munkásokról és alkalmazottakról végzett szociálpszichológiai kutatásait.
1934 és 1939 között előadásokat tartott a New York-i Columbia Egyetemen. 1935-ben jelent meg „A pszichoanalitikai terápia társadalmi feltétele” (Die gesellschaftliche Bedingtheit der psychoanalytischen Therapie) című műve. Ez időszakban együtt dolgozott Harry Stack Sulivannal és Clara Thompsonnal. 1936-ban került nyilvánosságra koncepciója a „tekintélyen alapuló karakterekről” Horkheimer „Tanulmányok a tekintélyről és a családról” (Studien über Aurtorität und Familie) című művében.
1937-ben újrafogalmazta pszichoanalitikai tételét: a pszichoanalízis mint elemző szociálpszichológia. 1938-ban egy európai tartózkodása alkalmával ismét kiújult tuberkulózisa, ekkor fél évet töltött a Schatzalpon Davosnál. 1939-ben megvált a Szociál-kutató Intézettől, mellyel Adornos teljes intézeti tagsága ellen tiltakozott. Először jelentek meg művei angol nyelven. 1940. május 25-én megkapta az amerikai állampolgárságot. 1941-ben megjelent Amerikában angol nyelven „Menekülés a szabadság elől” (Die Furcht vor der Freiheit, angolul: Escape from Freedom) című könyve. A mű középpontjában a szabadság egzisztenciális problémája áll. Megkezdte tanári tevékenységét a New School for Social Researchön, Vermontban (USA), a pszichológia professzoraként. 1942-ben részidős professzor lett a Bennington College-on Benningtonban (Vermont). Elvált Frieda Fromm-Reichmanntól.
1943-ban megszakadt barátsága Horneyval, és megalapította a New York-i William Alanson White Intézetet (New Yorker William Alanson White Institute). 1944-ben feleségül vette Henny Gurlandot. 1947-ben jelent meg „Pszichoanalízis és etika” (Psychoanalyse und Ethik) című írása, valamint koncepciója a marketingorientációról. Ebben az évben keletkezett „Az önmagáért való ember. Az etika pszichológiai alapjainak vizsgálata” (Man for Himself. An Inquiry into the Psychology of Ethics) című munkája, mely a pszichoanalízis alapján tárgyalja és rendszerezi a szerző etikai nézeteit. E művében született meg a karakter fogalma, mely lényegének – eltérően a freudi értelmezéstől – azt a kapcsolatot tartja, amely az egyént a világhoz köti.
1950-ben Mexikóvárosba költözött, ahol praxist nyitott. 1951-ben a Mexikói Nemzeti Autonóm Egyetem orvosi szakának különleges professzora lett. Egy kurzust indított a pszichoanalízis kandidátusaival (1956-ig). 1952. június 4-én meghalt második felesége, Henny Gurland Fromm. 1953-ban feleségül vette Annis Freemant (szül. Glover), akivel Cuernavacába, Mexikóváros közelébe költözött.
1955-ben került napvilágra Kiutak egy beteg társadalomból (Wege aus einer kranken Gesellschaft) című írása. Ebben az évben védőbeszédet mondott a közösségi szocializmus mellett. 1956-ban jelent meg a világsikert aratott A szeretet művészete (Die Kunst des Liebens) című műve, melyben azt kutatja, hogy a modern világban hogyan lehetne megőrizni az emberi tudat, az emberi szubjektum integritását. Fromm szerint emberi mivoltunkat, ha nem is a szeretet által nyertük el, de a szeretet nélkül fenntartani nem volnánk képesek. A szeretet létünk egyik alapfeltétele, vagy másként: egyfajta válasz a lét kérdéseire. E könyvét mintegy 40 nyelvre fordították le.
Fromm szerint: „Az ember minden korban és minden kultúrában egy és ugyanazon kérdéssel kerül szembe: arra kell megoldást találnia, hogyan győzze le az elkülönültséget, hogyan valósítsa meg az egyesülést, hogyan haladja meg az egyéni életet és olvadjon egybe a világegyetemmel. Az emberi faj csecsemőkorában még egynek érzi magát a természettel. A föld, a növények, az állatok még az ember világa.”
1956-ban megalapította a Mexikói Pszichoanalitikai Társaságot. 1957-ben egy szemináriumot tartott Daisetz T. Suzukival közösen. Ebben az évben halt meg Frieda Fromm-Reichmann. Ekkoriban kezdett el felkészülni egy szociálpszichológiai vizsgálatra a mexikói parasztok körében. Belépett az amerikai békemozgalomba, tiltakozva az USA atomfegyver politikája ellen. 1959-ben meghalt édesanyja, aki 1941 óta New Yorkban élt. Ez évben jelent meg „Sigmund Freud. Személyisége és munkássága” (Sigmund Freud. Seine Persönlchkeit und Wirkung) című könyve. 1961-ben jelent meg „Az emberkép Marxnál” (Das Menschenbild bei Marx) című könyve, valamint egy műve az amerikai külpolitikáról.
1962-ben részt vett a moszkvai békekonferencián. Ebben az évben jelent meg „Az illúziók másik oldala” (Jenseits der Illusionen) című írása. 1963-ban megnyitották a Mexikói Pszichoanalitikai Intézetet. 1964-ben adták közre „Az emberi szív” (Die Seele des Menschen) című munkáját, melynek fő témája a nárcizmus felhasználása társadalmi méretekben. Lapjain az író a gyűlölet, a rombolás, a rontás, az agresszivitás pszichés feltételeit, az emberi viselkedés negatív aspektusait veszi szemügyre. 1965-ben Mexikóvárosban nyugdíjazták. Ekkoriban erősen elkötelezte magát a békepolitika mellett, és a vietnámi háború ellen. Ebben az évben adták ki Marcuse-zal, Blochhal és másokkal közösen a „Humanista Szocializmus” (Humanist Socialism) című gyűjteményes munkájukat.
1966-ban jelent meg „Olyanok lesztek, mint az Isten” (Ihr werdet sein wie Gott) című műve. E tanulmánya az Ótestamentum elemzése, melyben a vallásos tapasztalást és annak fejlődési állomásait vizsgálja. Egy szívinfarktus után december elején visszavonult mexikói kötelezettségeitől, és hosszabb időre Európába utazott. 1968-ban látott napvilágot „A remény revolúciója” (Die Revolution der Hoffnung) című írása. Nixon győzelme, valamint egy szívinfarktus után visszavonult a politikától. Ez időszakban kezdett el dolgozni agressziós teóriáján. 1969-ben nyári tartózkodására egy lakást bérelt Locarnóban, Tessinben. 1970-ben adták ki vizsgálatát a mexikói parasztokról.
1973-ban adták közre „Az emberi destruktivitás anatómiája” (Anatomie der menschlichen Destruktivität) című könyvét. 1974-ben úgy döntött, hogy megválik házától Cuernavacában, és egész évre Tessinben marad. 1975-ben a „Birtokolni vagy létezni” (Haben oder Sein) című művén dolgozott. Ez évben New Yorkban megműtötték epehólyaggal. 1976-ban került a nyilvánosság elé „Birtokolni vagy létezni” (Haben oder Sein) című írása, mely főként Németországban és Olaszországban vált népszerűvé. A könyv alternatívákat mutat a konzumizmushoz és a marketingben való tájékozódáshoz. 1977-ben ismét szívinfarktust kapott. Németországban és Olaszországban az alternatív mozgalom vezéregyéniségévé vált. A következő évben harmadszor is szívinfarktuson esett át, és alkotóereje elhagyta.
1980. március 18-án Muraltóban (Tessin) belehalt negyedik szívinfarktusába. Bellinzonában elhamvasztották. Halála után öt nappal megjelent műveinek teljes kiadása. 1981-ben posztumusz a Frankfurti Goethe-Plakettel tüntették ki.
Erich Fromm halála után könyvtárának és irodalmi hagyatékának gondozását végrendelete szerint utolsó asszisztense, Rainer Funk látja el, aki Tübingenben egy Erich Fromm Archívumot hozott létre, melyet előzetes bejelentkezés alapján meg lehet tekinteni, illetve ott tudományos munkát lehet végezni. A tübingeni archívum mellett New Yorkban és Mexikóban is található néhány darab Fromm hagyatékából. Az Erich Fromm Társaság létrehozott egy Nemzetközi Erich Fromm-díjat, melyet 1996-ban többek között a Pécsi Tudományegyetem Germanisztika Tanszékének adományoztak.

## Művei
- 1932 Egy elemző szociálpszichológia metódusáról és feladatáról (Über Methode und Aufgabe einer Analytischen Sozialpsychologie)
- 1935 A pszichoanalitikai terápia társadalmi feltétele (Die gesellschaftliche Bedingtheit der psychoanalytischen Therapie)
- 1936 Tanulmányok a tekintélyről és a családról (Studien über Aurtorität und Familie)
- 1941 Menekülés a szabadság elől (Die Furcht vor der Freiheit)
- 1947 Pszichoanalízis és etika (Psychoanalyse und Ethik)
- 1947 Az önmagáért való ember. Az etika pszichológiai alapjainak vizsgálata (Man for Himself. An Inquiry into the Psychology of Ethics)
- 1955 Kiutak egy beteg társadalomból (Wege aus einer kranken Gesellschaft)
- 1956 A szeretet művészete (Die Kunst des Liebens)
- 1959 Sigmund Freud. Személyisége és munkássága (Sigmund Freud. Seine Persönlchkeit und Wirkung)
- 1960 Zen-Buddhizmus és pszichoanalízis (Zen Buddhism and Psychoanalysis)
- 1961 Az emberkép Marxnál (Das Menschenbild bei Marx)
- 1962 Az illúziók másik oldala (Jenseits der Illusionen)
- 1964 Az emberi szív (Die Seele des Menschen)
- 1965 a Humanista Szocializmus (Humanist Socialism)
- 1966 Olyanok lesztek, mint az Isten (Ihr werdet sein wie Gott)
- 1968 A remény revolúciója (Die Revolution der Hoffnung)
- 1973 Az emberi destruktivitás anatómiája (Anatomie der menschlichen Destruktivität)
- 1976 Birtokolni vagy létezni (Haben oder Sein)
- 1980 művei teljes kiadása

## Magyarul
- A szeretet művészete; utószó Hermann István; ford. Várady Szabolcs; Helikon, Bp., 1984
- Erich Fromm–Daisetz Teitaro Suzuki: Zen-buddhizmus és pszichoanalízis; Fromm-tan. ford. Várady Szabolcs, Suzuki-tan. ford. Gy. Horváth László, utószó Miklós Pál; Helikon, Bp., 1989. (Online: html változata)
- Menekülés a szabadság elől; ford. Bíró Dávid, utószó Erős Ferenc; Akadémiai, Bp., 1993 (Hermész könyvek)
- Birtokolni vagy létezni? Egy új társadalom alapvetése; ford. Hidas Zoltán; Akadémiai, Bp., 1994
- Pszichoanalízis és vallás; ford. Szigeti Miklós G.; Akadémiai, Bp., 1995
- Férfi és nő. Szexuálpszichológiai tanulmányok; Erich Fromm, ford. Kajtár Mária, szerk. Gellériné Lázár Márta; Akadémiai, Bp., 1996
- Az emberi szív. Miért vagyunk egyaránt képesek a rosszra és a jóra?; ford. Várady Szabolcs; Háttér, Bp., 1996 (Lélek kontroll)
- „Olyanok lesztek, mint az Isten”. Az Ótestamentum és hagyományának radikális értelmezése; ford. Gellériné Lázár Márta; Akadémiai, Bp., 1996
- Az önmagáért való ember. Az etika pszichológiai alapjainak vizsgálata; Erich Fromm, ford. Gellériné Lázár Márta; Napvilág, Bp., 1998
- A rombolás anatómiája; ford. Dankó Zoltán, Csaba Ferenc; Háttér, Bp., 2001 (Lélek kontroll)
- Utak egy egészséges társadalom felé. Szociálpszichológiai vizsgálódás; ford. Szalay Virág; Napvilág, Bp., 2010 (Társtudomány)